# العلاقات الدنماركية الفيجية
العلاقات الدنماركية الفيجية هي العلاقات الثنائية التي تجمع بين الدنمارك وفيجي.

## مقارنة بين البلدين
هذه مقارنة عامة ومرجعية للدولتين:
| وجه المقارنة                                              | الدنمارك                                                     | فيجي                                                                 |
| --------------------------------------------------------- | ------------------------------------------------------------ | -------------------------------------------------------------------- |
| المساحة (كم2)                                             | 42.92 ألف                                                    | 18.27 ألف                                                            |
| عدد السكان (نسمة)                                         | 5.79 مليون                                                   | 915.30 ألف                                                           |
| الكثافة السكانية (ن./كم²)                                 | 134.9                                                        | 50.1                                                                 |
| العاصمة                                                   | كوبنهاغن                                                     | سوفا                                                                 |
| اللغة الرسمية                                             | اللغة الدنماركية                                             | لغة إنجليزية، اللغة الفيجية، اللغة الفيجي الهندية، اللغة الهندستانية |
| العملة                                                    | كرونة دنماركية                                               | دولار فيجي                                                           |
| الناتج المحلي الإجمالي (بليون دولار)                      | 324.87 مليار                                                 | 5.06 مليار                                                           |
| الناتج المحلي الإجمالي (تعادل القوة الشرائية) بليون دولار | 278.61 مليار                                                 | 8.32 مليار                                                           |
| الناتج المحلي الإجمالي الاسمي للفرد دولار أمريكي          | 51.99 ألف                                                    | 4.96 ألف                                                             |
| الناتج المحلي الإجمالي للفرد دولار أمريكي                 | 45.54 ألف                                                    | 8.79 ألف                                                             |
| مؤشر التنمية البشرية                                      | 0.900                                                        | 0.727                                                                |
| رمز المكالمات الدولي                                      | +45                                                          | +679                                                                 |
| رمز الإنترنت                                              | .dk                                                          | .fj                                                                  |
| المنطقة الزمنية                                           | توقيت وسط أوروبا، ت ع م+02:00، ت ع م+01:00، أوروبا/كوبنهاجن ‏ | ت ع م+12:00                                                          |

## منظمات دولية مشتركة
يشترك البلدان في عضوية مجموعة من المنظمات الدولية، منها:
| علم المنظمة | اسم المنظمة                               | تاريخ انضمام الدنمارك | تاريخ انضمام فيجي |
| ----------- | ----------------------------------------- | --------------------- | ----------------- |
|             | الاتحاد البريدي العالمي                   | ?                     | ?                 |
|             | بنك التنمية الآسيوي                       | 1966                  | 1970              |
|             | يونسكو                                    | 4 نوفمبر 1946         | 14 يوليو 1983     |
|             | البنك الدولي للإنشاء والتعمير             | 30 نوفمبر 1960        | 28 مايو 1971      |
|             | منظمة التجارة العالمية                    | 1995                  | ?                 |
|             | وكالة ضمان الاستثمار متعدد الأطراف        | 12 أبريل 1988         | 24 سبتمبر 1990    |
|             | الاتحاد الدولي للاتصالات                  | 1866                  | 5 مايو 1971       |
|             | منظمة الشرطة الجنائية الدولية             | ?                     | ?                 |
|             | مؤسسة التمويل الدولية                     | 20 يوليو 1956         | 12 يوليو 1979     |
|             | الأمم المتحدة                             | 24 أكتوبر 1945        | 13 أكتوبر 1970    |
|             | مؤسسة التنمية الدولية                     | 30 نوفمبر 1960        | 29 سبتمبر 1972    |
|             | منظمة حظر الأسلحة الكيميائية              | ?                     | ?                 |
|             | المركز الدولي لتسوية المنازعات الاستشارية | 24 مايو 1968          | 10 سبتمبر 1977    |

## أعلام
هذه قائمة لبعض الشخصيات التي تربطها علاقات بالبلدين:
- كريغ باركر (ممثل نيوزيلندي، 12 نوفمبر 1970 – )

## وصلات خارجية
- موقع وزارة الخارجية الدنماركية
- موقع وزارة الخارجية الفيجية